# Dadyanos
Dadyanos – rodzaj morskich ryb z rodziny węgorzycowatych (Zoarcidae)

## Występowanie
W pobliżu wybrzeży Chile (Ocean Spokojny) i Argentyny (Ocean Atlantycki).

## Klasyfikacja
Gatunki zaliczane do tego rodzaju:
- Dadyanos insignis